# 제리 스넬
제리 스넬(Jerry Snell, 1957년 4월 17일~2015년 8월 7일)은 캐나다의 배우, 텔레비전 배우이다. 밴쿠버에서 태어났으며 방콕에서 사망하였다.

## 영화
- 밤의 동물원(Night Zoo, 1987년) - 미국인 역
- 내 마음의 지도(Map of the Human Heart, 1993년)